# Lumberton (Mississipí)
Lumberton és una població dels Estats Units a l'estat de Mississipi. Segons el cens del 2000 tenia 2.228 habitants.

## Demografia
Segons el cens del 2000, Lumberton tenia 2.228 habitants, 829 habitatges, i 602 famílies. La densitat de població era de 118,5 habitants per km².
Dels 829 habitatges en un 36,9% hi vivien nens de menys de 18 anys, en un 42,2% hi vivien parelles casades, en un 25,8% dones solteres, i en un 27,3% no eren unitats familiars. En el 25,8% dels habitatges hi vivien persones soles el 10,4% de les quals corresponia a persones de 65 anys o més que vivien soles. El nombre mitjà de persones vivint en cada habitatge era de 2,66 i el nombre mitjà de persones que vivien en cada família era de 3,17.
Per edats la població es repartia de la següent manera: un 31,7% tenia menys de 18 anys, un 9,4% entre 18 i 24, un 26,5% entre 25 i 44, un 20,2% de 45 a 60 i un 12,2% 65 anys o més.
L'edat mediana era de 31 anys. Per cada 100 dones de 18 o més anys hi havia 82,8 homes.
La renda mediana per habitatge era de 23.178 $ i la renda mediana per família de 26.603 $. Els homes tenien una renda mediana de 26.563 $ mentre que les dones 16.821 $. La renda per capita de la població era d'11.384 $. Entorn del 23,2% de les famílies i el 30,8% de la població estaven per davall del llindar de pobresa.

## Poblacions més properes
El següent diagrama mostra les poblacions més properes.